# Gązwa
Gązwa [ˈɡɔ̃zva] (deutsch Gonswen, 1938–1945 Gansen) ist ein Dorf in der polnischen Woiwodschaft Ermland-Masuren. Es gehört zur Gmina Mrągowo (Landgemeinde Sensburg) im Powiat Mrągowski (Kreis Sensburg).

## Geographische Lage
Gązwa liegt inmitten der Woiwodschaft Ermland-Masuren, sieben Kilometer nordwestlich der Kreisstadt Mrągowo (deutsch Sensburg).

## Geschichte
Als Gründungsjahr des kleinen Dorfes Gonswen gilt 1572. Damals verschrieb der Amtshauptmann Andreas Jonas dem Johann Gonswa 22 Hufen. Das Dorf wurde 1657 beim Tatareneinfall total zerstört und 1709/10 bei der Großen Pest nahezu vollständig entvölkert.
Von 1874 bis 1945 war Gonswen in den Amtsbezirk Kerstinowen (polnisch Kiersztanowo) eingegliedert, der – 1938 in Amtsbezirk Kersten umbenannt – zum Kreis Sensburg im Regierungsbezirk Gumbinnen (ab 1905 Regierungsbezirk Allenstein) in der preußischen Provinz Ostpreußen gehörte. 
Aufgrund der Bestimmungen des Versailler Vertrags stimmte die Bevölkerung in den Volksabstimmungen in Ost- und Westpreussen am 11. Juli 1920 über die weitere staatliche Zugehörigkeit zu Ostpreußen (und damit zu Deutschland) oder den Anschluss an Polen ab. In Gonswen stimmten 220 Einwohner für den Verbleib bei Ostpreußen, auf Polen entfielen keine Stimmen.
Aus politisch-ideologischen Gründen der Abwehr fremdländisch erscheinender Ortsnamen wurde Gonswen am 3. Juni (amtlich beglaubigt am 16. Juli) 1938 in Gansen umbenannt.
In Kriegsfolge kam der Ort 1945 mit dem gesamten südlichen Ostpreußen zu Polen und erhielt die polnische Namensform Gązwa. Heute ist das Dorf Sitz eines Schulzenamtes (polnisch Sołectwo) und als solches eine Ortschaft im Verbund der Gmina Mrągowo (Landgemeinde Sensburg) im Powiat Mrągowski (Kreis Sensburg), bis 1998 der Woiwodschaft Olsztyn (Allenstein), seither der Woiwodschaft Ermland-Masuren zugehörig.

### Einwohnerzahlen
| Jahr | Anzahl |
| ---- | ------ |
| 1818 | 099    |
| 1839 | 134    |
| 1867 | 215    |
| 1885 | 355    |
| 1898 | 354    |
| 1905 | 372    |
| 1910 | 387    |
| 1933 | 318    |
| 1939 | 314    |
| 2011 | 126    |

## Kirche
Bis 1945 war Gonswen bzw. Gansen nach Warpuhnen (polnisch Warpuny) in das evangelische bzw. in das katholische Kirchspiel eingepfarrt und gehörte somit zur Kirchenprovinz Ostpreußen der Evangelischen Kirche der Altpreußischen Union bzw. zum damaligen Bistum Ermland.
Heute besteht ebenso der Bezug Gązwas nach Warpuny zu den dortigen Kirchen, die jetzt allerdings zur Diözese Masuren der Evangelisch-Augsburgischen Kirche in Polen bzw. zum jetzigen Erzbistum Ermland in der polnischen katholischen Kirche gehören.

## Verkehr
Gązwa liegt an einer Nebenstraße, die von Kiersztanowo (Kerstinowen, 1938–1945 Kersten) über Stama (Groß Stamm) nach Sorkwity (Sorquitten) führt. Eine Anbindung an das Schienennetz besteht nicht.